# V9X
V9X — дизельный двигатель внутреннего сгорания, разработанный альянсом Renault–Nissan–Mitsubishi и впервые представленный в 2009 году на Renault Laguna. Также устанавливался на Nissan Pathfinder, Nissan Navara, Infiniti FX, Infiniti EX, Infiniti M и Renault Latitude.

## Описание
Шестицилиндровый двигатель V9X объёмом 3,0 л (2993 см3) развивает мощность 170 кВт (231 л. с.) и крутящий момент 550 Н⋅м при 1750—2500 об/мин (при 1500 об/мин 500 Н⋅м). Частота вращения при холостом ходе 650 оборотов.
Двигатель оснащён турбонаддувом, интеркулером и системой впрыска топлива Bosch. Система включает пьезоинжекторы и работает при давлении 1800 бар. Конструкция камеры сгорания оптимизирована для улучшения баланса между уровнями выбросов и топливной экономичностью. Степень сжатия составляет 16,0:1.

## Устанавливался на
- 2012—2013 Infiniti QX70D[3]
- 2010—2017 Infiniti FX30d[4]
- 2010—2013 Infiniti EX30d
- 2010—2013 Nissan Pathfinder (R51)
- 2010—2015 Nissan Navara (D40)
- 2010—2014 Infiniti M30d
- 2010—2015 Renault Laguna III
- 2010—2015 Renault Latitude[5]